# Cornelis van de Nijenburg
Cornelis Jan Mourinsz van de Nijenburg (* 1530 in Alkmaar; † November 1610 ebendort) war ein holländischer Patrizier und Bürgermeister von Alkmaar.

## Biografie
Cornelis entstammte einer Familie von Baljuws der Nijenburg, nachmals aus eigenem Ermessen Van Egmond van de Nijenburg genannt. Zahlreiche seiner Verwandten erfüllten das Amt des Bürgermeisters von Alkmaar. Er selbst war ein Sohn des Jan Jansz (* 1495) aus dessen erster Ehe mit Johanna van Noordweland oder aus dessen zweiten Ehe mit Maria Eversdijck. Cornelis ehelichte seine Cousine Elisabeth Jansdr (* 1525), Tochter seines väterlichen Onkels Jan Jansz, Bürgermeister von Alkmaar. Aus dieser Verbindung stammten Jan van Egmond van de Nijenburg (1551–1621), gleichfalls nachmaliger Bürgermeister von Alkmaar und Cornelis van Egmond van de Nijenburg, der unverehelicht blieb.
Politisch trat Cornelis erstmals in Erscheinung, als er im Zuge seiner Beteiligung am Niederländischen Aufstand gegen die Spanier fliehen musste. Am 20. Mai 1568 wurde er vom Schout von Alkmaar vorgeladen, um vor Herzog Alba oder seinen Stellvertretern Rechenschaft über seine Entfernung vor dem 20. Juni desselben Jahres abzulegen. Schlussendlich wurde sein Besitz beschlagnahmt, und er selbst außer Landes verbannt. Er befand sich dort im Gefolge von Wilhelm I. von Oranien.
Nach der politischen Wende 1572 kehrte Cornelis nach Alkmaar zurück und wurde bald darauf Vroedschap. 
Als die Stadt im Folgejahr durch die Spanier belagert wurde, war Cornelis im Terrain außerhalb der Stadt um die Deiche zu öffnen, und so die umliegenden Polder zu fluten, um so die Angreifer zur Aufgabe zu bringen. Die Stadt wurde zu einem Symbol des niederländischen Freiheitskampfs und erhielt ihr Motto: „Die Siegreiche“ (Alcmaria victrix), das auch als Wappenspruch erscheint. 
In den Jahren 1574, 1581, 1583, 1584, 1586, 1587, 1589 und 1590 war Cornelis einer der Bürgermeister Alkmaars. Cornelis war auch Deichgraf von Geestmerambacht, Schager- und Niedorperkoggen und von Hondsbossche. 1610 lehnte er eine erneute Mitgliedschaft in der Stadtregierung, womöglich aufgrund seines hohen Alters, ab.